# آي فلايتك
آي فلايتك هي شركة تكنولوجيا معلومات صينية مملوكة جزئيًا للدولة تأسست في عام 1999. تقوم بإنشاء برامج التعرف على الصوت وأكثر من 10 منتجات تستعمل في اجهزة الموبايل وشبكة الإنترنت تعتمد على تقنية التعرف على الصوت. حيث تشمل هذه تطبيقات في حقول التعليم والاتصالات والموسيقى وصناعات الألعاب الذكية. شركة تشاينا موبايل المملوكة للدولة الصينية هي أكبر مساهم في الشركة. الشركة مدرجة في بورصة شنتشن مع راس مال سوقي يبلغ 25 مليار رنمينبي وتدعمها عدة صناديق استثمار مملوكة للدولة.
في عام 2018، وقعت آي فلايتك اتفاقية تعاون لمدة خمس سنوات مع مختبر علوم الكمبيوتر والذكاء الاصطناعي في معهد ماساتشوستس للتكنولوجيا. لكن في عام 2020، تم إنهاء الاتفاقية.
في أكتوبر 2019، فرضت الولايات المتحدة عقوبات على آي فلايتك بتهمة استخدام التكنولوجيا الخاصة بها لانتهاكات حقوق الإنسان في شينجيانغ.